# 1971 en cyclisme
| Années du cyclisme : 1968 - 1969 - 1970 - 1971 - 1972 - 1973 - 1974    |
| Décennies du cyclisme : 1940 - 1950 - 1960 - 1970 - 1980 - 1990 - 2000 |

Les faits marquants de l'année 1971 en cyclisme.

## Par mois

### Février
- 6 février : l'Italien Michele Dancelli gagne le Grand Prix de Saint-Raphaël.
- 7 février : le Français Serge Guillaume gagne la ronde de Montauroux.
- 13 février : le Français Jean Luc Molinéris gagne la première édition de l'Étoile de Bessèges.
- 19 février : le Belge Jean Pierre Monséré gagne le Tour d'Andalousie.
- 19 février : le Français Alain Santy gagne le Grand Prix de Menton.
- 20 février : le Belge Frans Verbeeck gagne le Grand Prix de Cannes.
- 21 février : l'Italien Italo Zilioli gagne le Trophée Laigueglia.
- 21 février : le Belge Frans Verbeeck gagne le Grand Prix d'Antibes.
- 21 février : le Belge Frans Verhaegen gagne le Grand Prix de Valencia.
- 22 février : le Français Charly Grosskost gagne la ronde d'Aix en Provence.
- 23 février : le Français Alain Santy gagne le Grand Prix d'Aix-en-Provence.
- 24 février : le Belge Frans Verbeeck gagne le Grand Prix de Monaco.
- 27 février : le Français Charly Grosskost gagne le Grand Prix de St Tropez.
- 28 février : le Français Désiré Letort gagne le Tour du Haut-Var.
- 28 février : l'Espagnol José Manuel Lopez Rodriguez gagne le Tour du Levant.
- 28 février : le Belge Eddy Merckx gagne la 1re étape du Tour de Sardaigne Potenza-Salerno.

### Mars
- 2 mars : le Belge Eddy Merckx gagne la 1re demi-étape de la 3eme étape du Tour de Sardaigne Oristano-Macomer.
- 4 mars : le Belge Eddy Merckx gagne la 5eme étape du Tour de Sardaigne, Olbia-Nuoro. Merckx gagne le classement général final du Tour de Sardaigne pour la deuxième fois.
- 4 mars : le Français Daniel Proust gagne le Tour d'Indre et Loire.
- 5 mars : le Belge Albert Van Vlierberghe gagne Sassari-Cagliari.
- 7 mars : le Belge Roger de Vlaeminck gagne Kuurne-Bruxelles-Kuurne pour la deuxième année d'affilée.
- 7 mars : le Néerlandais Gérard Vianen gagne Genes-Nice. L'épreuve ne sera pas disputée en 1972 et reprendra en 1973.
- 10 mars : le Belge Eddy Merckx gagne le Prologue de Paris-Nice.
- 12 mars : le Belge Eddy Merckx gagne la 2eme étape contre la montre de Paris-Nice Chablin-Autun.
- 13 mars : le Belge Frans Verbeeck gagne Bruxelles-Merchten.
- 13 mars : le Belge Roger de Vlaeminck gagne le Circuit du Sud-Ouest Belge devant le Belge Jean Pierre Monseré.
- 14 mars : le Néerlandais Harry Van Leeuwen gagne le Circuit des 11 Villes.
- 14 mars : l'Italien Italo Zilioli gagne Tirreno-Adriatico.
- 15 mars : le champion du monde cycliste, le Belge Jean Pierre Monséré meurt au cours de la kermesse de Retie, à l'époque la course n'était pas neutralisée pour les automobiles, Monséré faisait partie d'un groupe d'échappés. Alors qu'il était à l'arrière de ce groupe il a regardé derrière lui pour estimer l'avance prise sur les poursuivants. Quand il s'est retourné il a vu trop tard une automobiliste en face de lui, il a percuté le pare-brise avec la tête, il est mort sur le coup.
- 16 mars : le Belge Georges Pintens gagne Milan-Turin.
- 17 mars : le Belge Eddy Merckx gagne la 7eme étape contre la montre en côte de Paris-Nice au col d'Eze. Merckx gagne le classement général de Paris-Nice pour la troisième fois d'affiléé
- 19 mars : le Belge Eddy Merckx gagne pour la quatrième fois Milan San Remo.
- 21 mars : le Belge Eric Leman gagne le Circuit des Ardennes Flamandes.
- 21 mars : le Belge Joseph Spruyt gagne la Flèche brabançonne.
- 22 mars : le Français Raymond Poulidor gagne le Critérium national de la route pour la quatrième fois.
- 23 mars : le Belge Roger de Vlaeminck gagne le Grand Prix E3.
- 23 mars : le Belge Willy Monty gagne le " Trèfle à 4 Feuilles".
- 25 mars : le Belge Eddy Merckx gagne le Circuit Het Volk.
- 25 mars : le Français Raymond Poulidor gagne la Semaine catalane.
- 25 mars : l'Italien Claudio Micheletto gagne le Tour de Campanie.
- 27 mars : le Belge Albert Van Vlierberghe gagne Harelbeke-Poperinge-Harelbeke pour la deuxième année d'affilée.
- 27 mars : l'Espagnol Luis Ocana gagne Subida a Arrate.
- 28 mars : l'Italien Gianni Motta gagne le Tour de la province de Reggio de Calabre.
- 28 mars : le Belge Frans Verbeeck gagne l'Amstel Gold Race.
- 29 mars : le Belge Walter Planckaert gagne le Circuit de Waes.
- 31 mars : le Belge Georges Pintens gagne Gand-Wevelgem.

### Avril
- 1er avril : le Belge Georges Van Coningsloo gagne le Grand Prix Pino Cerami.
- 4 avril : le Néerlandais Evert Dolman remporte le Tour des Flandres.
- 4 avril : l'Espagnol Miguel Maria Lasa gagne le Tour de Majorque.
- 10 avril : l'Italien Giancarlo Polidori gagne le Grand Prix Cemab.
- 11 avril : le Belge Eddy Merckx gagne le contre la montre de la 1re étape du Tour de Belgique à Heist.
- 11 avril : l'Espagnol Domingo Perurena gagne le Grand Prix de Pâques pour la troisième fois.
- 11 avril : le Belge Albert Van Vlierberghe gagne le Circuit des Régions Fruitières.
- 12 avril : le Belge Eddy Merckx gagne la 2eme étape du Tour de Belgique Heist-Hyon.
- 12 avril : l'Espagnol Miguel Maria Lasa gagne le Grand Prix de Navarre.
- 13 avril : le Français Robert Moneyron gagne Paris-Camembert.
- 13 avril : le Belge André Dierickx gagne le Grand Prix de Denain.
- 14 avril : le Belge Eddy Merckx gagne la 4eme étape du Tour de Belgique Spa-Herbeumont.
- 15 avril : le Belge Eddy Merckx gagne le tour de Belgique pour la deuxième fois.
- 16 avril : le Belge Patrick Sercu gagne le Grand prix de la Banque. L'épreuve ne sera pas disputée en 1972 et reprendra en 1973.
- 17 avril : le Suédois Gösta Pettersson gagne le Tour des Marches.
- 18 avril : le Belge Roger Rosiers s'impose en solitaire dans Paris-Roubaix.
- 18 avril : l'Espagnol Domingo Perurena gagne le Grand Prix de Printemps.
- 18 avril : le succès du Grand Prix E3 donne des idées à des organisateurs qui créent le Grand Prix E5 qui n'obtiendra pas la notoriété du premier nommé, le Belge Albert Van Vlierberghe gagne la première édition.
- 20 avril : l'Italien Felice Gimondi gagne le Grand Prix de Wallonie.
- 22 avril : le Belge Roger de Vlaeminck gagne la Flèche wallonne.
- 25 avril : le Belge Eddy Merckx devance son compagnon d'échappée Georges Pintens pour décrocher sa deuxième victoire sur Liège-Bastogne-Liège; Merckx était échappé solitaire lorsqu'il a connu sa première défaillance en course, se faisant rattraper par Pintens, il a trouvé néanmoins la force de gagner le sprint.
- 25 avril : l'Espagnol Luis Ocana gagne le Tour du Pays basque.
- 27 avril : le Belge Herman Van Springel gagne la Nokere Koerse.
- 28 avril : l'Italien Marino Basso gagne Milan-Vignola pour la deuxième fois.
- 30 avril : le Belge Raphaël Hooyberghs gagne le Circuit des Régions Flamandes.

### Mai
- 1er mai : le Belge Eddy Merckx gagne le grand prix de Francfort.
- 1er mai : l'Italien Franco Bitossi gagne le Tour de Romagne.
- 1er mai : le Belge Eddy Goossens gagne le Grand Prix Hoboken.
- 2 mai : le Belge Herman Van Springel gagne le Championnat de Zurich.
- 9 mai : l'Italien Gianni Motta gagne le tour de Romandie pour la deuxième fois.
- 9 mai : le Belge Roger de Vlaeminck gagne les 4 jours de Dunkerque.
- 9 mai : le Belge Joseph de Schoenmaecker gagne le Circuit Hageland-Campine Sud.
- 10 mai : le Belge Julien Van Lint gagne le Grand Prix José Samyn.
- 11 mai : le Français Guy Santy gagne le Tour de Condroz.
- 11 mai : le Belge Frans Verbeeck gagne le Circuit du Tournaisis pour la deuxième fois.
- 12 mai : l'Italien Virginio Levati gagne le Trophée Bernocchi.
- 12 mai le Belge Roger de Vlaeminck gagne le Circuit de la Côte Ouest.
- 13 mai : le Belge Herman Beysens gagne Seraing-Aix-Seraing.
- 15 mai : l'Italien Giancarlo Polidori gagne le Tour de Toscane.
- 16 mai : le Belge Ferdinand Bracke gagne le Tour d'Espagne.
- 16 mai : le Belge André Dierickx gagne le Tour de l'Oise.
- 16 mai le Belge Herman Van Springel gagne Bruxelles-Meulebeke.
- 16 mai : le Belge Eric Leman gagne le Circuit Mandel-Lys-Escaut.
- 17 mai : Paris-Bourges renaît après un long sommeil, l'Italien Walter Ricci l'emporte.
- 18 mai : le Belge Eddy Merckx gagne le Prologue du Critérium du Dauphiné Libéré à Avignon.
- 20 mai : le Belge Eddy Goossens gagne le Circuit des 3 Provinces Belge.
- 22 mai : le Belge Willy Teirlinck gagne la Flèche Côtière.
- 23 mai : le Belge Eddy Merckx gagne la 2eme demi-étape contre la montre de la 5eme étape du Critérium du Dauphiné libéré, Le Creusot-Montceau les Mines. Merckx remporte le classement général final du Critérium du Dauphiné-Libéré.
- 23 mai : l'Espagnol Ramon Sanchez Manzo gagne le Tour d'Aragon. L'épreuve ne sera pas disputée en 1972 et reprendra en 1973.
- 23 mai : le Belge Eddy Verstraeten gagne le Tour du Brabant Central.
- 25 mai : le Belge André Dierickx gagne la Flèche de Liedekerke.
- 25 mai : le Néerlandais Léo Duyndam gagne la Flèche des Polders.
- 30 mai : l'Espagnol Agustin Tamames gagne Nuestra Señora de Oro.
- 30 mai : le Belge Jos Abelshausen gagne le Tour du Brabant Ouest.
- 31 mai : le Belge Frans Melckenbeek gagne le Circuit de Flandre Orientale.
- 31 mai : le Belge Ferdinand Bracke gagne la Flèche Hesbignonne.

### Juin
- 3 juin : le Belge Eddy Merckx gagne la 1re étape du Grand Prix Midi-Libre Carcassonne-Béziers.
- 4 juin : le Belge Eddy Merckx gagne la 2eme étape du Grand Prix Midi-Libre Béziers-Millau.
- 4 juin : le Belge Jean Pierre Berckmans gagne le Tour des 4 Cantons. Ensuite l'épreuve disparait du calendrier international.
- 6 juin : le Belge Eddy Merckx gagne le Grand Prix du Midi libre. C'est durant cette course que le Français Christian Raymond (le premier) le qualifia de "cannibale" en raison de sa faim de victoires jamais assouvie.
- 6 juin : le Suisse Erich Spahn gagne le Tour du Nord-Ouest de la Suisse.
- 6 juin : le Belge Jos Abelshausen gagne le Circuit de Belgique Centrale.
- 10 juin : le Suédois Gösta Pettersson s'impose sur le Tour d'Italie.
- 10 juin : l'Espagnol Eduardo Castello Villanova gagne le Tour des Asturies.
- 10 juin : le Portugais Fernando Ros Deis Mendes gagne Porto-Lisbonne.
- 13 juin : l'Italien Felice Gimondi gagne le Grand Prix de Forli pour la quatrième fois.
- 13 juin : le Français Gérard Moneyron gagne les Boucles de la Seine. L'épreuve ne sera pas disputée en 1972 et reprendra en 1973.
- 13 juin : l'Espagnol Vicente Lopez Carril gagne le Tour des vallées minières.
- 13 juin : le Belge Joseph Bruyère gagne le Tour de Flandre Orientale.
- 14 juin : le Belge André Dierickx gagne le Tour de Luxembourg.
- 16 juin : le Belge Eddy Merckx gagne le Grand Prix de Camaiore.
- 16 juin : le Belge Noël Van Clooster gagne Bruxelles-Ingooigem.
- 17 juin : le Français Alain Santy gagne le Tour de Corse. L'épreuve ne reprendra qu'en 1975.
- 17 juin : le Belge Gustaaf Van Roosbroeck gagne Rebecq-Rognon.
- 18 juin : le Belge Georges Pintens gagne le tour de Suisse.
- 18 juin : le Français Bernard Bourreau gagne le Manx Trophy.
- 20 juin : le Néerlandais Joop Zoetemelk devient champion des Pays-Bas sur route.
- 20 juin : l'Espagnol Eduardo Castello devient champion d'Espagne sur route.
- 20 juin : le Luxembourgeois Edy Schutz devient champion du Luxembourg sur route pour la sixième fois d'affilée.
- 20 juin : l'Allemand Jürgen Tschan devient champion de RFA sur route.
- 20 juin : le Suisse Louis Pfenninger devient champion de Suisse sur route.
- 20 juin : le Britannique Danny Horton devient champion de Grande-Bretagne sur route.
- 20 juin : le Belge Herman Van Springel devient champion de Belgique sur route.
- 20 juin : pour la deuxième année consécutive le Maillot de champion de France sur route ne figurera pas dans le peloton, le Titre n'est pas attribué car le Vainqueur du Championnat de France, Yves Hézard, a été déclassé pour dopage. Il est à noter que la médaille d'argent également n'est pas attribuée à son second, Jean Dumont, lui aussi déclassé pour dopage.
- 20 juin : l'Italien Franco Bitossi gagne le Grand Prix de Prato. Comme cette année-là la course a été désignée comme Championnat d'Italie sur route, Franco Bitossi devient champion d'Italie pour la deuxième fois d'affilée.
- 26 juin : départ du Tour de France. Le prologue contre la montre par équipe est remporté par l'équipe Molteni, 2eme l'équipe Ferretti à 1 minute 48 secondes, 3eme l'équipe Flandria Mars à 2 minutes 16 secondes. Seules les trois premières places donnaient droit à une bonification de 20, 10 ou 5 secondes. Le Belge Eddy Merckx revêt le maillot jaune.
- 27 juin : la 1re demi étape de la 1re étape du Tour de France Mulhouse-Bale est remportée au sprint par le Belge Eric Leman, 2eme le Belge Walter Godefroot, 3eme le Belge Guido Reybroeck. Le Néerlandais Marinus Wagtmans (20eme de l'étape même temps que Leman) prend le maillot jaune aux points puisque tous les Molteni ont le même temps. Ses coéquipiers les Belges Joseph Huysmans et Eddy Merckx sont 2eme et 3eme. La 2eme demi étape Bale-Fribourg en Brisgau est remportée au sprint par le Néerlandais Gerben Karstens, 2eme le Belge Roger de Vlaeminck, 3eme le Belge Walter Godefroot. Au classement général le Belge Eddy Merckx reprend le maillot jaune par le jeu des bonifications, 2eme le Belge Herman Van Springel à 4 secondes, 3eme le Belge Joseph Huysmans à 5 secondes. La seule difficulté du jour était la côte de Notschrei, le Néerlandais Marinus Wagtmans y perd le maillot jaune et termine 94eme à 1 minute 5 secondes. La 3eme demi étape Fribourg en Brisgau-Mulhouse est remportée par le Belge Albert Van Vlierberghe, 2eme le Belge Eric de Vlaeminck, 3eme l'Italien Enrico Paolini. Par le jeu des bonifications le classement général évolue : 1er le Belge Eddy Merckx, 2eme le Belge Herman Van Springel à 5 secondes, 3eme à égalité les Belges Albert Van Vlierberghe et Joseph Huysmans à 6 secondes.
- 28 juin : le Belge Eddy Merckx gagne la 2eme étape du Tour de France Mulhouse-Strasbourg qui emprunte le col du Firstplan, 2eme le Belge Roger de Vlaeminck, 3eme le Belge Herman Van Springel. Par le jeu des bonifications, le classement général est le suivant : 1er Merckx, 2eme Van Springel à 21 secondes, 3eme Roger de Vlaeminck à 32 secondes.
- 29 juin : le Néerlandais Marinus Wagtmans gagne au sprint la 3eme étape du Tour de France Strasbourg-Nancy, 2eme le Britannique Barry Hoban, 3eme l'Espagnol Nemesio Jimenez. Pas de changement en tête du classement général.
- 30 juin : le Français Jean Pierre Genet gagne détaché la 4eme étape du Tour de France Champigneulles-Marche en Famenne, 2eme à 1 seconde l'Espagnol José Gomez, 3eme à 5 secondes le Français Cyrille Guimard qui règle le sprint du peloton.

### Juillet
- 1er juillet : l'Italien Pietro Guerra gagne la 5eme étape du Tour de France Dinant-Roubaix, il s'impose devant 7 coureurs détachés, 2eme le Belge Julien Stevens même temps, 3eme le Français Robert Bouloux à 3 secondes. Le sprint du peloton est réglé par le Belge Roger de Vlaeminck 8eme à 1 minute 16 secondes. Par le jeu des bonifications le classement général évolue : 1er Merckx, 2eme le Belge Herman Van Springel à 26 secondes, 3eme Roger de Vlaeminck à 37 secondes.
- 2 juillet : la 1re demi étape de la 6eme étape du Tour de France Roubaix-Amiens est remportée au sprint par le Belge Eric Leman, 2eme le Néerlandais Gerben Karstens, 3eme le Français Cyrille Guimard. La 2eme demi-étape Amiens-Le Touquet est remportée par l'Italien Mauro Simonetti détaché devant son compatriote Wilmo Francioni 2eme à 3 secondes, le Belge Frans Mintjens à 5 secondes puis tout le peloton. Pas de changement en tête du classement général. Il y a repos le 3 juillet.
- 4 juillet : le Belge Eric Leman gagne au sprint la 7eme étape du Tour de France Rungis-Nevers, 2eme le Néerlandais Gerben Karstens, 3eme le Belge Walter Godefroot puis tout le peloton. À noter durant le sprint la chute du Belge Roger de Vlaeminck qui repartira couvert de plaies.
- 4 juillet : le Belge Frans Verbeeck gagne la Flèche Halloise.
- 5 juillet : l'Espagnol Luis Ocana gagne la 8eme étape du Tour de France Nevers-Puy de Dôme. Tout s'est joué dans l'ascension finale, Ocana a surpris par sa capacité à mener un train soutenu dans une montée aussi pentue. Les écarts ne sont pas importants cependant, 2eme le Néerlandais Joop Zoetemelk à 7 secondes, 3eme le Portugais Joaquim Agostinho à 13 secondes, 4eme à 15 secondes le Belge Eddy Merckx, le grand favori de l'étape qui ambitionnait d'avoir une victoire de prestige au sommet du Puy de Dôme, 5eme le Suédois Gösta Pettersson à 49 secondes. Le Français Bernard Thévenet finit 8eme à 1 minute 21 secondes et déçoit, il était détaché en tête et a craqué en fin d'étape. Disparaissent des premières places le Belge Herman Van Springel 37eme à 4 minutes 39 secondes et le Belge Roger de Vlaeminck 86eme à 8 minutes 22 secondes. Au classement général : 1er Merckx, 2eme Zoetemelk à 36 secondes, 3eme Ocana à 37 secondes, 4eme Gösta Pettersson à 1 minute 16 secondes, 5eme le Français Bernard Thévenet à 1 minute 58 secondes. Il semble que le Tour de France doit se jouer entre ces cinq-là.
- 6 juillet : le Belge Walter Godefroot gagne la 9eme étape du Tour de France Clermont Ferrand-Saint Étienne en s'imposant devant ses huit compagnons d'échappée, 2eme l'Italien Wilmo Francioni, 3eme le Belge Joseph Spruyt. Le sprint du peloton est réglé par l'Italien Gianni Motta 10eme à 6 minutes 8 secondes. Pas de changement en tête du classement général.
- 7 juillet : le Français Bernard Thevenet gagne la 10eme étape du Tour de France Saint-Etienne-Grenoble qui emprunte les cols de Grand Bois, du Cucheron et de Porte. Thévenet l'emporte à l'issue d'une échappée qui a réussi à semer le Belge Eddy Merckx qui avait crevé dans la descente du Cucheron, le Suédois Gösta Pettersson est 2eme, 3eme le Néerlandais Joop Zoetemelk, 4eme l'Espagnol Luis Ocana tous même temps.  Au bout de 1 minute 9 secondes arrivent le Français Cyrille Guimard 5eme et le Belge Lucien Van Impe. Au bout de 1 minute 36 secondes arrivent le Belge Eddy Merckx 7eme et l'Espagnol Luis Zubero 8eme. Le Néerlandais Joop Zoetemelk prend le maillot jaune pour une seconde devant l'Espagnol Luis Ocana 2eme, 3eme Gösta Pettersson à 40 secondes, 4eme Merckx à 1 minute, 5eme Thévenet à 1 minute 22 secondes. La domination de Merckx est de ce fait contestée, il semble même avoir des difficultés dès que les pentes deviennent abruptes. La suite du Tour s'annonce passionnante.
- 7 juillet : le Belge Tony Gakens gagne le Circuit des Monts du Sud-Ouest.
- 8 juillet : l'Espagnol Luis Ocana gagne en solitaire la 11eme étape du Tour de France Grenoble-Orcières Merlette qui emprunte la terrible côte de Laffrey, le col du Noyer avec arrivée au sommet à Orcières Merlette. Dès la côte de Laffrey une échappée se forme avec Ocana, le Belge Lucien Van Impe, le Portugais Joaquim Agostinho, et le Néerlandais Joop Zoetemelk, le Belge Eddy Merckx en difficulté ne peut suivre. Le rythme de la course est très élevé Agosthinho et Zoetemelk sont lâchés par Ocana et repris par Merckx, seul Zoetemelk aura assez de ressources pour rester dans la roue du Belge qui donne également un rythme très élevé à la poursuite. Dans le col du Noyer, Van Impe ne pouvant plus suivre, Ocana part seul et rallie l'arrivée avec 5 minutes 52 secondes d'avance sur Van Impe 2eme. Merckx qui a assumé seul la poursuite est 3eme à 8 minutes 42 secondes avec dans sa roue Joop Zoetemelk 4eme, le Suédois Gösta Pettersson 5eme et les Français Bernard Thévenet, et Bernard Labourdette sont 6eme et 7eme, tous même temps. Au classement général Ocana prend le maillot jaune avec 8 minutes 43 secondes d'avance sur Zoetemelk 2eme, 3eme Van Impe à 9 minutes 20 secondes, 4eme Gösta Pettersson à 9 minutes 26 secondes, 5eme Merckx à 9 minutes 46 secondes, 6eme Thévenet à 10 minutes 8 secondes. Ocana avec une telle avance peut envisager la victoire finale avec sérénité. Il y a repos le 9 juillet.
- 9 juillet : la poste de Gap reçoit un nombre de télégrammes record de Belgique. Tous sont des encouragements à l'attention du Belge Eddy Merckx. Plusieurs véhicules sont nécessaires pour les transporter jusqu'à la station d'Orcières Merlette.
- 10 juillet : l'Italien Luciano Armani gagne la 12eme étape du Tour de France Orcières Merlette-Marseille qui est également une étape Historique. Le Belge Eddy Merckx ne pouvait pas rester inactif après la gifle qu'il vient de recevoir. Il demande au meilleur descendeur de son équipe, le Néerlandais Marinus Wagtmans de foncer dès le départ dans la descente d'Orcières Merlette et d'ouvrir le chemin afin de réaliser une échappée qui puisse lui permettre de reprendre du Temps à l'Espagnol Luis Ocana. Wagtmans met dans sa tâche beaucoup d'enthousiasme et de fait une échappée d'une dizaine de coureurs se crée, où bien sûr figure Merckx. Ocana est surpris, il ne s'attendait pas à cela et venait juste de rejoindre le fond du peloton, après avoir répondu aux questions des journalistes, lorsque le départ est donné.  Encore une fois une poursuite à très vive allure s'engage. Le groupe Merckx arrive très en avance sur l'horaire à Marseille et Armani gagne l'étape au sprint devant Merckx 2eme et le Français Lucien Aimar 3eme. Le sprint du peloton est réglé 1 minute 56 secondes plus tard par le Français Cyrille Guimard 10eme de l'étape. Au classement général Ocana maillot jaune n'a plus que 7 minutes 34 secondes d'avance sur Merckx 2eme, 3eme le Néerlandais Joop Zoetemelk, à 8 minutes 43 secondes, 4eme le Belge Lucien Van Impe à 9 minutes 20 secondes, 5eme le Suédois Gösta Pettersson à 9 minutes 26 secondes, 6eme le Français Bernard Thévenet à 10 minutes 8 secondes. Le Maire de Marseille Gaston Defferre, n'aurait parait-il pas apprécié du tout, d'arriver pour remettre le bouquet du vainqueur et de voir que cela était fait depuis deux heures. En effet en raison de l'arrivée de l'étape très en avance sur l'horaire prévu, les organisateurs ont dû remettre le bouquet au vainqueur en l'absence du maire de Marseille qui devait procéder à la cérémonie. C'est pourquoi il faudra attendre 1989 pour revoir le Tour de France arriver à Marseille. Les organisateurs également furent mécontents de la tournure des événements et ils ont décidé qu'il n'y aurait plus de départ d'étape en descente à l'avenir.
- 11 juillet : le contre la montre de la 13eme étape du Tour de France Albi-Albi est remporté par le Belge Eddy Merckx, 2eme à égalité l'Espagnol Luis Ocana et le Français Charly Grosskost à 11 secondes, 4eme le Français Cyrille Guimard à 26 secondes. Pour les autres favoris, le Français Bernard Thévenet est 8eme à 42 secondes, le Néerlandais Joop Zoetemelk est 13eme à 1 minute 2 secondes, le Belge Lucien Van Impe est 15eme à 1 minute 5 secondes et le Suédois Gösta Pettersson est 18eme à 1 minute 15 secondes.
- 11 juillet : l'Espagnol Gonzalo Aja gagne le Tour de Cantabrie.
- 12 juillet : l'Espagnol José Manuel Fuente gagne la 14eme étape du Tour de France Revel Luchon qui emprunte les cols du Portet d'Aspet, de Mente et du Portillon, 2eme le Belge Eddy Merckx à 6 minute 21 secondes, 3eme le Belge Lucien Van Impe, 4eme l'Espagnol Vicente Lopez-Carril, 5eme le Français Lucien Aimar, 6eme le Néerlandais Joop Zoetemelk tous même temps. Le Français Bernard Thévenet termine 12eme à 7 minutes 51 secondes. Le Suédois Gösta Pettersson chute dans la descente du Portet d'Aspet et abandonne. L'espagnol Luis Ocana maillot jaune abandonne à la suite d'une chute dans la descente sous l'orage du col de Mente, le Belge Eddy Merckx refuse de revêtir le maillot jaune à l'arrivée. Au classement général : 1er Merckx, 2eme Zoetemelk à 2 minutes 21 secondes, 3eme le Belge Lucien Van Impe à 2 minute 51 secondes, 4eme Thévenet à 4 minutes 46 secondes.
- 13 juillet : l'Espagnol José Manuel Fuente gagne la 15eme étape du Tour de France Luchon-Superbagnères qui est en fait une course de côte en ligne, 2eme le Belge Lucien Van Impe à 26 secondes, 3eme le Français Bernard Thévenet à 28 secondes, 4eme le Belge Eddy Merckx à 1 minute 5 secondes, 5eme le Néerlandais Joop Zoetemelk dans la roue du Belge. Merckx accepte de porter le maillot jaune, au classement général il possède 2 minute 17 secondes d'avance sur Van Impe 2eme, 3eme Zoetemelk à 2 minutes 21 secondes, 4eme le Français Bernard Thévenet à 4 minutes 14 secondes.
- 14 juillet : la 1re demi-étape de la 16eme étape du Tour de France Luchon-Gourette qui emprunte les cols de Peyresourde, d'Aspin, du Tourmalet et d'Aubisque, est remportée par le Français Bernard Labourdette, 2eme le Belge Eddy Merckx à 1 minute 32 secondes, 3eme son compatriote Lucien Van Impe à 1 minute 34 secondes, 4eme le Néerlandais Joop Zoetemelk à 1 minute 35 secondes. Le Français Bernard Thévenet termine 16eme à 3 minutes 51 secondes. Van Impe inattendu second au classement général a promis de tenter sa chance dans cette étape. L'arrivée étant judicieusement placée à la station de Gourette, soit à 4 KM après le col d'Aubisque, une échappée n'a plus l'inconvénient d'une arrivée à Pau qui pourrait causer un regroupement dans la plaine. Une échappée sur les pentes de l'Aubisque semble donc idéale, mais Van Impe préfère attaquer dans le Tourmalet où il passe avec plus d'une minute d'avance sur le groupe mené par le Belge Eddy Merckx. Mais les talents de descendeur de Van Impe ne valent pas ses talents de grimpeur et donc son échappée est reprise à Argelès-Gazost où Van Impe et Merckx glanent des secondes de bonifications au sprint intermédiaire. Dans l'Aubisque, Labourdette lui ne rate pas l'occasion de remporter la plus belle victoire de sa carrière. Au classement général avec les bonifications Merckx leader conserve son avance de 2 minutes 17 secondes sur Van Impe 2eme, 3eme Zoetemelk à 2 minute 26 secondes.  Le Français Bernard Thévenet 4eme à 6 minutes 33 secondes ne peut plus espérer gagner le Tour.
- La 2eme demi étape Gourette-Pau (Qui en fait part de Laruns dans la vallée) est remportée au sprint par le Belge Herman Van Springel, 2eme le Belge Willy Vanneste, 3eme le Français Cyrille Guimard. Le Français Bernard Thévenet termine 40eme et perd encore un peu de temps. Au classement général avec les bonifications, 1er le Belge Eddy Merckx, 2eme son compatriote Lucien Van Impe à 2 minutes 17 secondes, 3eme le Néerlandais Joop Zoetemelk à 2 minute 21 secondes, 4eme Thévenet à 6 minutes 49 secondes.
- 15 juillet : le Belge Eddy Merckx gagne la 17eme étape du Tour de France Mont de Marsan-Bordeaux en initiant une échappée de 8 coureurs, 2eme et 3eme les Belges Georges Vandenberghe et Roger Swerts. Les temps sont pris à l'entrée du circuit d'arrivée et non sur la ligne c'est pourquoi les Belges Julien Stevens et Lucien Van Impe sont notés à 3 minutes 1 secondes et le reste du peloton à 3 minutes 5 secondes. Le sprint du peloton est remporté par Stevens 9eme à 3 minutes 1 secondes devant le Néerlandais Gerben Karstens 10eme à 3 minutes 5 secondes. Merckx sauf incident a gagné le Tour, il a 5 minutes 38 secondes d'avance sur son compatriote Lucien Van Impe 2eme, 3eme le Néerlandais Joop Zoetemelk à 5 minutes 46 secondes, 4eme le Français Bernard Thévenet à 10 minutes 14 secondes.
- 16 juillet : le Français Jean Pierre Danguillaume gagne la 18eme étape du Tour de France Bordeaux-Poitiers en s'arrachant du peloton dans le dernier kilomètre, 2eme le Néerlandais Jan Krekel, 3eme le Français Bernard Guyot. Une seconde de bonification est glanée durant l'étape par le Néerlandais Joop Zoetemelk à présent 3eme au général à 5 minutes 45 secondes du maillot jaune Eddy Merckx. Zoetemelk n'a plus que 7 secondes de retard sur le Belge Lucien Van Impe 2eme
- 17 juillet : le Néerlandais Jan Krekels gagne au sprint la 19eme étape du Tour de France Blois-Versailles, 2eme le Français Cyrille Guimard, 3eme le Français Jean Pierre Danguillaume.
- 18 juillet : le contre la montre de la 20eme étape du Tour de France Versailles-Paris est remporté par le Belge Eddy Merckx qui gagne pour la troisième fois consécutive le Tour de France, 2eme le Portugais Joaquim Agostinho à 2 minutes 36 secondes, 3eme le Néerlandais Marinus Wagtmans à 2 minutes 52 secondes. Chez les autres favoris, le Néerlandais Joop Zoetemelk est 8eme à 4 minutes 6 secondes, le Français Bernard Thévenet finit 11eme à 4 minutes 36 secondes, le Belge Lucien Van Impe termine 20eme à 5 minutes 28 secondes et perd sa place de second. Au classement général Final : 1er Merckx, 2eme Zoetemelk à 9 minutes 51 secondes, 3eme Van Impe à 11 minutes 6 secondes, 4eme Thévenet à 14 minutes 50 secondes. Pour résumer ce Tour, Merckx a vacillé mais c'est Ocana qui est tombé. Merckx remporte aussi, pour la deuxième fois, le classement par points symbolisé par le maillot vert et pour la troisième fois d'affilée, le combiné symbolisé par le Maillot blanc. Le Belge Lucien Van Impe remporte le Grand Prix de la Montagne qui n'a pas encore de maillot distinctif.
- 24 juillet : l'Italien Ottavio Crepaldi gagne le Grand Prix de Montelupo.
- 25 juillet : l'Espagnol Domingo Perurena gagne le Grand Prix de Villafranca.
- 27 juillet : le Belge Gustaaf Van Roosbroeck gagne le Grand Prix de l'Escaut.
- 27 juillet : l'Espagnol Agustin Tamames gagne Saragosse-Sabinanigo.
- 30 juillet : le Néerlandais Gérard Harings gagne St Kwintens-Lennik.

### Août
- 1er août : l'Italien Wilmo Francioni gagne le Trophée Matteotti.
- 8 août : le Suédois Gösta Peterson gagne le Tour des Apennins.
- 8 août : le Français Michel Périn gagne le Tour du Canton d'Argovie.
- 14 août : l'Italien Giancarlo Polidori gagne les 3 Vallées Varésines.
- 15 août : l'Espagnol Antinio Martos Aguilar gagne les 3 jours de Leganes.
- 17 août : le Belge Albert Van Vlierberghe gagne le Grand Prix de Zottegem.
- 19 août : le Belge Anton (Tony) Houbrechts gagne le Tour d'Ombrie.
- 22 août : l'équipe Molteni gagne la Cronostafetta grâce à la victoire d'étape du Belge Eddy Merckx.
- 22 août : le Français Jean Marie Leblanc futur patron du Tour de France gagne le Circuit de Dunkerque.
- 24 août : le Français Jean Pierre Danguillaume gagne le Grand Prix de Plouay.
- 29 août : le Belge Frans Verbeeck gagne Louvain-St Pierre.
- 31 août : le Belge Herman Vrijders gagne la Coupe Sels.
- 25-31 août : Championnat du monde de cyclisme sur piste à Varese (Italie). Le Néerlandais Leijn Loevesjin est champion du monde de vitesse professionnelle. Le Français Daniel Morelon est comme l'an dernier champion du monde de vitesse amateur. C'est son cinquième titre en tout. Le Belge Dirk Baert est champion du monde de poursuite professionnelle. Le Colombien Martin Rodriguez est champion du monde de poursuite amateur.

### Septembre
- 1er septembre : le Belge Georges Pintens gagne la Course des raisins à Overijse.
- 1er septembre : l'Italien Ugo Colombo gagne la Coupe Placci pour la deuxième année d'affilée.
- 4 septembre: Pour la deuxième fois, le Belge Eddy Merckx devient champion du monde sur route en battant au sprint Felice Gimondi à Mendrisio en Suisse. Le Français Cyrille Guimard est médaillé de bronze.  La Soviétique Anna Konkina est la première cycliste à gagner pour la deuxième fois d'affilée le championnat du monde sur route féminin.
- 5 septembre : le Français Régis Ovion devient champion du monde amateur sur route.
- 7 septembre : l'Espagnol Luis Ocana gagne le Circuit des Boucles de l'Aulne.
- 11 septembre : l'Italien Felice Gimondi gagne le Tour du Piémont.
- 12 septembre : le Belge Herman Van Springel gagne le Grand Prix de Dortmund.
- 12 septembre : le Belge Hubert Hutsebaut gagne le Circuit des Régions Linières.
- 13 septembre : l'Espagnol Domingo Perurena gagne le Trophée Masferrer.
- 16 septembre : le Belge Eric Leman gagne le Championnat des Flandres.
- 18 septembre : l'Italien Franco Mori gagne le Tour du Latium.
- 19 septembre : l'Espagnol Luis Ocana gagne le Tour de Catalogne.
- 19 septembre : le Belge Frans Verbeeck gagne le Grand Prix Jef Scherens pour la troisième année d'affilée.
- 19 septembre : le Belge Daniel Vanryckeghem gagne le Grand Prix d'Isbergues.
- 23 septembre : l'Espagnol Jesus Manzaneque gagne le Tour de La Rioja.
- 24 septembre : l'Espagnol Luis Ocana gagne le Grand Prix des Nations.
- 24 septembre : comme l'an dernier le Belge Eddy Merckx gagne la course de côte de Montjuich, après avoir remporté l'étape et ligne et l'étape contre la montre. C'est sa troisième victoire dans cette épreuve.
- 25 septembre : le Suisse Robert Thalmann gagne le Grand Prix de Lausanne.
- 26 septembre : le Britannique Barry Hoban gagne le Grand Prix de Fourmies.
- 28 septembre : le Belge Christian Callens gagne le Circuit des frontières.
- 30 septembre : l'Italien Roberto Poggiali gagne la Coupe Sabatini.
- 30 septembre : le Belge André Dierickx gagne le Circuit du Houtland.

### Octobre
- 2 octobre : le Belge Rik Van Linden gagne Paris-Tours.
- 2 octobre : l'Italien Giancarlo Polidori gagne le Tour de Vénétie.
- 4 octobre : l'Italien Gianni Motta gagne le Tour d'Émilie pour la troisième fois.
- 6 octobre : l'Italien Franco Bitossi gagne la Coppa Agostoni pour la troisième fois.
- 9 octobre : le Belge Eddy Merckx gagne en solitaire le Tour de Lombardie. Il gagne aussi le Trophée Super Prestige Pernod pour la troisième année d'affilée. Le Français Cyrille Guimard remporte le Trophée Prestige Pernod et son compatriote Bernard Thévenet remporte le Trophée Promotion Pernod
- 10 octobre : l'Espagnol Luis Ocana gagne "A travers Lausanne".
- 12 octobre : le Belge Roger Swerts gagne le Grand Prix de Clôture.
- 17 octobre : l'Espagnol Luis Ocana gagne le Grand Prix de Lugano.
- 17 octobre : le Français Raymond Poulidor gagne la première édition de l'Étoile des Espoirs.

### Novembre
- 4 novembre : l'Espagnol Luis Ocana et le Danois Leif Mortensen Gagnent le Trophée Baracchi.

## Principales naissances
- 20 janvier : Catherine Marsal, cycliste française.
- 25 janvier : Brett Aitken, cycliste australien.
- 3 février : Hervé Robert Thuet, cycliste français.
- 6 février : José María Jiménez, cycliste espagnol. († 6 décembre 2003).
- 8 février : Dmitri Nelyubin, cycliste russe. († 1er janvier 2005).
- 10 février : Marty Nothstein, cycliste américain.
- 14 février : Frédéric Lancien, cycliste français.
- 1er mars : Tyler Hamilton, cycliste américain.
- 5 mars : Filip Meirhaeghe, cycliste belge.
- 6 mars : Servais Knaven, cycliste néerlandais.
- 20 mars : Stéphane Heulot, cycliste français.
- 12 avril : Christophe Moreau, cycliste français.
- 13 avril : Juan Carlos Domínguez, cycliste espagnol.
- 7 mai : Emmanuel Magnien, cycliste français.
- 10 mai : Beat Zberg, cycliste suisse.
- 25 mai : Georg Totschnig, cycliste autrichien.
- 28 mai :
  - Nicola Miceli, cycliste italien.
  - Manuel Beltrán, cycliste espagnol.
- 15 juin : José Luis Arrieta, cycliste espagnol.
- 13 juillet : Richard Groenendaal, cycliste néerlandais.
- 17 juillet : Nico Mattan, cycliste belge.
- 27 juillet : Alessandro Bertolini, cycliste italien.
- 31 juillet : Craig MacLean, cycliste australien.
- 9 août : Davide Rebellin, cycliste italien.
- 14 août : Andrea Peron, cycliste italien.
- 17 août : Filippo Simeoni, cycliste italien.
- 25 août : Gilberto Simoni, cycliste italien.
- 2 septembre : Tom Steels, cycliste belge.
- 12 septembre : Oscar Camenzind, cycliste suisse.
- 17 septembre : Jens Voigt, cycliste allemand.
- 18 septembre : Lance Armstrong, cycliste américain.
- 24 septembre : Kurt Van De Wouwer, cycliste belge.
- 29 septembre : Leonardo Piepoli, cycliste italien.
- 14 octobre : Frédéric Guesdon, cycliste français.
- 10 novembre : Nicolaj Bo Larsen, cycliste danois.
- 14 novembre : Javier Pascual Rodríguez, cycliste espagnol.
- 19 novembre : Bobby Julich, cycliste américain.
- 29 décembre : Jeroen Blijlevens, cycliste néerlandais.

## Principaux décès
- 17 janvier : Philippe Thys, cycliste belge. (° 8 octobre 1889).
- 15 mars : Jean-Pierre Monseré, cycliste belge. (° 8 septembre 1948).
- 4 mai : Seamus Elliott, cycliste irlandais. (° 4 juin 1934).
- 30 novembre : Salvatore Crippa, cycliste italien. (° 2 novembre 1914).